# Boris Bojnev
Boris Borisovitch Bojnev (en russe : Бори́с Бори́сович Бо́жнев), né le 24 juillet 1898 à Tallinn, alors dans l'Empire russe, et mort le 24 décembre 1969 à Marseille est un poète de la première vague de l'émigration russe en France.

## Biographie et œuvre poétique
Boris Bojnev est le fils d'un professeur d'histoire et de littérature, Basile Bojnev, mort alors qu'il n'avait pas quatre ans. Il est élevé dans la famille de son beau-père, Boris Guerchoune, qui l'adopte. Il est très tôt attiré par la poésie, la peinture, la musique.
Après la révolution, il est envoyé par ses parents à Paris, mais leur situation financière ne permet pas de l'inscrire dans un établissement d'enseignement supérieur. Il travaille comme copiste de musique dans un magasin de partition, poursuit parallèlement une activité littéraire, et participe activement à la vie littéraire russe parisienne, notamment à la Chambre des poètes (Палаты поэтов). Il entre dans le groupe d'avant-garde poétique À travers (Через), créé en 1923 par Ilia Zdanevitch, qui comprend également Valentin Parnakh, Gueorgui Evangoulov, Boris Poplavski, Serge Charchoune et d'autres.
Il commence à publier des poèmes à Sofia, en 1920. La parution de son premier recueil, Lutte pour l'inexistence («Борьба за несуществование», 1925) fait un scandale parmi l'émigration russe, émue par ses poèmes en forme de provocation et par l'association d'une forme classique à des contenus choquants, proches dans leur esprit de l'esthétique du laid » et de la perception russe des œuvres des « Poètes maudits » français.
Ce recueil se caractérise par une désesthétisation de la langue poétique, l'élévation de thèmes traditionnellement « bas », l'avilissement des thèmes et des images « élevées », ainsi qu'un cynisme et un nihilisme revendiqué — en même temps qu'une maîtrise formelle irréprochable et qu'une authenticité de jeune poète.
Le recueil suivant, Fontaine («Фонтан», 1927), seul recueil lyrique consacré entièrement au thème tiré du célèbre poème de Fiodor Tiouttchev, lui vaut d'être qualifié par Gueorgui Adamovitch de « plus expérimenté et exigeant » des jeunes poètes parisiens. 
Cependant, après la publication du recueil Silentium Sociologicum (1936), éreinté par la critique, et après son mariage avec Ella Kaminer (1907-1976), Boris Bojnev cesse de participer à la vie littéraire russe parisienne et rompt bientôt définitivement avec le milieu de l'émigration. Ses livres suivants paraissent en édition d'auteur, avec un tirage limité.
Pendant la Seconde guerre mondiale, il s'installe à Marseille où il est plusieurs fois menacé avec sa femme d'internement et d'arrestation à cause de l'origine juive d'Ella Bojnev et de sa famille adoptive. Après la guerre, il vit dans le Sud de la France, et, en 1947, quand sa femme se rend en Palestine auprès de sa mère, son entourage devient entièrement français.
Il ne cesse alors d'écrire et publie avec des moyens de fortune plusieurs livres de poésies : en 1948, Oratorio pour pluie, voix masculine et brouillard («Оратория для дождя, мужского голоса и тумана»), Fugue de traces lumineuses («Фуга светлых следов»), Son de cloche sur « le Royaume de Dieu est autour de nous » («Колокольный звон над „Царство Божие вокруг нас“»), Matin après la lecture des « Frères Karamazov » («Утро после чтения „Братьев Карамазовых“»), et en 1949 Matin après la lecture des « Frères Karamazov » («Утро после чтения „Братьев Карамазовых“» et Élévation de lignes blanches et sifflement de la place («Высоко белеющие строки и свист площади»). En 1959, il achève le poème Pour que l'éveil dure plus que le sommeil («Чтоб дольше сна продлилось пробужденье»), qui n'est pas publié de son vivant. 
Dans ces dernières œuvres, Bojnev crée un univers poétique unique, où se mêlent de façon fantasque  les influences française de l'avant-garde de la fin du XIXe et du début du XXe siècles, le symbolisme russe et les poètes  de « pléiade de Pouchkine ». S'y conjuguent des éléments de différentes strates lexicales, le poétisme et des archaïsmes solennels s'accommodent avec les prosaïsmes et les vulgarismes, les architectures complexes, rappelant souvent la forme musicale de la sonate et la versatilité des images surréalistes se marient avec une authentique sincérité lyrique des sentiments et une compréhension des lois éternelles de l'existence humaine.
Il meurt à Marseille de la grippe le 24 décembre 1969.
L'édition la plus complète des poésies de Boris Bojnev a été réalisée par Lazar Fleischmann (ru) (Berkeley, 1987-1989). Des poèmes choisis ont été publiés en Russie en 2000 à Tomsk, sous le titre d'Élégie hellégiaque (Элегия эллическая).

## Œuvres graphiques et objets
Boris Bojnev peignait également des aquarelles et des paysages au pinceau chinois. Il a également tourné avec Jean Cocteau des films abstraits et diaboliques, et a fréquenté René Clair. 
Il a aussi accumulé une collection de cartes postales érotiques, dont plusieurs milliers des années 1900, et dont l'exposition fut interdite par le préfet de la Seine,. 
À Paris, en 1921, Boris Bojnev a commencé une collection de tableaux trouvés chez des brocanteurs, qu'il a continuée à Marseille en achetant dans les marchés au puces et auprès de revendeurs. Il s'agissait « de petits panneaux de bois peints, de toiles disgrâciées et négligées d'amateurs ou bien d'inconnus », qu'il retouchait, encadrait et dans lesquelles il insérait des personnages féminins. Il estimait que « les rues les plus décharnées contiennent plus de Rembrandt qu'aucun musée du monde »,. 

## Œuvres

### Publiées du vivant de Boris Bojnev
Publiées du vivant de Boris Bojnev :
- (ru) Борьба за несуществование [« Lutte pour l'inexistence »], Paris, Л. Березняк,‎ 1925, 86 p. ;
- (ru) Альфы с пленою омеги : Двадцать семь стихотворений [« L'alpha avec l'écume de l'oméga : vingt-sept poèmes »], Paris, Coopérative Étoile,‎ 1936, 32 p. ;
- (ru) Silentium Sociologicum : Поэма [« Silentium Sociologicum : Poème »], Paris, Coopérative Étoile,‎ 1936, 16 p. ;
- (ru) Фонтан : восемнадцать стихотворений [« Fontaine : dix-huit poèmes »], Paris,‎ 1927, 31 p. ;
- (ru) Фуга светлых следов [« Fugue de traces lumineuses »], Paris, Б.м.,‎ 1948 ;
- (ru) Колокольный звон над „Царство Божие вокруг нас“ [« Son de cloche sur « le Royaume de Dieu est autour de nous » »], Paris, Б.м.,‎ 1948, 25 p. ;
- (ru) Оратория для дождя, мужского голоса и тумана [« Oratorio pour pluie, voix masculine et brouillard »], Paris, Б.м.,‎ 1948, 27 p. ;
- (ru) Утро после чтения „Братьев Карамазовых“ : Поэма [« Matin après la lecture des « Frères Karamazov » : Poème »], Paris, Б.м.,‎ 1948, 27 p. ;
- (ru) Высокобелеющие строки и свист площади» : Поэма, [« Élévation de lignes blanches et sifflement de la place : Poème »], Paris, Б.м.,‎ 1949, 16 p. ;
- (ru) Уход солдат на русско-японскую войну : Поэма, [« Départ des soldats pour la guerre russo-japonaise : Poème »], Paris, Б.м.,‎ 1949, 33 p..

### Publications récentes
- (ru) Cтихотворений : В 2 т. [« Œuvres poétiques en deux tomes »] (Œuvres rassemblées par L. Fleishman), Berkeley,‎ 1987—1989 ;
- (ru) Элегия эллическая : Избранные стихотворения. [« Élégie hellégiaque : choix de poèmes »], Tomsk, Водолей,‎ 2000, 191 p. (ISBN 5-7137-0148-4) ;
- (ru) « "... И старомоден, как цветы и сердце" » [« « ... Si démodé, comme les fleurs et le cœur » »], Арион, no 4,‎ 1995 (lire en ligne, consulté le 6 octobre 2018) ;
- (ru) « Оратория для дождя, мужского голоса и тумана » [« Oratorio pour pluie, voix masculine et brouillard »], Новая Юность, vol. 2, no 35,‎ 1999 (lire en ligne, consulté le 6 octobre 2018).

## Expositions[6]
- 1962 : Galerie A. Chave : « Choses curieuses mises sous verre » ;
- 1963 : Galerie A. Chave : « Visionnaires illuminés et voyants » ;
- 1964 : Galerie Henriette Legendre – Paris : « La collection privée d’un marchand de tableaux de province » ;
- 1964 : Galerie L’œil écoute – Lyon : « Clin d’œil à une galerie de Provence » ;
- 1969 : Galerie A. Chave : « Haute Tension I » ;
- 1973 :  Rétrospective de ses œuvres au Musée de Flayosc organisée par Gilbert Pastor, Louis Pons et Lucien Henry
- 1978 : ARC 2, Musée d’Art Moderne de la Ville de Paris : « Les singuliers de l’art » ;
- 1980 : Galerie Chave : Exposition personnelle.

#### En russe
- (ru) В. Ю. Бобрецов (V. I. Bobretsov), « Божнев Борис Борисович » [« Boris Borisovitch Bojnev »], sur www.hrono.info (consulté le 6 octobre 2018) ;
- (ru) С Иванова, « "... И старомоден, как цветы и сердце" » [« Présentation de du poème « ... Si démodé, comme les fleurs et le cœur » »], Арион, no 4,‎ 1995 (lire en ligne, consulté le 6 octobre 2018) ;
- (ru) Н. Мельников (N. Melnikov), « Эпоха Божнева (Предисловие) » [« L'Époque de Bojnev (Préface à Élégie hellégiaque) »], sur litresp.ru,‎ 2014 (consulté le 6 octobre 2018) ;
- (ru) Ю. Москаленко (I. Moskaleno), « Какой русский удивил Париж коллекцией эротических открыток 1900 года выпуска? » [« Quel russe a vu Paris dans une collection de.cartes postales érotiques de 1900 ? »], sur shkolazhizni.ru (consulté le 6 octobre 2018) ;
- (ru) « Печатавший стихи на нотной бумаге - Борис Божнев (1898, Ревель – 1969, Марсель) » [« Après avoir imprimé des vers sur des cahiers de musique - Boris Bojnev (1898 Revel - 1969 Marseille) »], Новые Известия,‎ 9 novembre 2007 (lire en ligne, consulté le 6 octobre 2018) ;
- (ru) « Конструкция преданности: Борис Божнев в письмах Александру Гингеру и Анне Присмановой » [« La construction du dévouement : Boris Bojnev dans ses lettres à Aleksandr Ginger et Anna Prismanova »] [PDF], sur docplayer.ru (consulté le 25 octobre 2018).

#### En français
- Leonid Livak, « Histoire de la littérature russe en exil : la « période héroïque » de la jeune poésie russe à Paris », Revue des études slaves, vol. 73, no 1,‎ 2001, p. 133–150 (ISSN 0080-2557, DOI 10.3406/slave.2001.6704, lire en ligne, consulté le 13 octobre 2018) ;
- « Boris Bojnev à la Galerie Chave », Galerie Chave,‎ 2007- 2018 (lire en ligne, consulté le 25 octobre 2018) ;
- A. Paire, « Gilbert Pastor / Editions Unes », Galerie d'art Alain Paire -  Aix en provence,‎ 2013 (lire en ligne, consulté le 25 octobre 2018) ;
- Gilbert Pastor (préf. Frederic Altmann, postface Autobiographie de Boris Bojnev), Le monde étrange de Boris  Bojnev, Vence, Musee D'art Niaf, 1973, 28 p.